# Museum Horní Slavkov

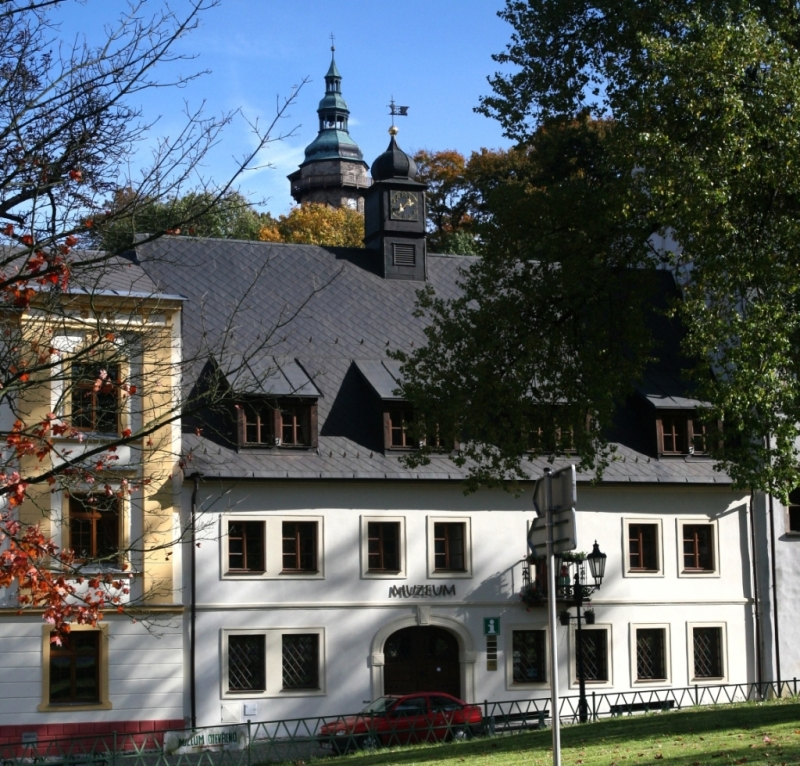
Ansicht des Museums

Das Museum Horní Slavkov ist ein Museum in Horní Slavkov. Es ist dem Bezirksmuseum Sokolov angegliedert.
Das zentral gelegene Museum befindet sich in einem geschichtlich bedeutsamen Straßenzug in einem im Renaissance-Stil errichteten Bürgerhaus, zu dessen Besonderheiten eine Schwarze Küche zählt. 
Das Museum zeigt die Bedeutung der Stadt als Bergbausiedlung, in der Rohstoffe wie Zinn und Silber abgebaut und weiterverarbeitet wurden. 
In den 1950er Jahren verschwanden zahlreiche bedeutsame Baudenkmäler aus dem Stadtbild, eine Abteilung des Museums widmet sich eigens dieser Geschichte. 